# Kaori Matsumoto
Kaori Matsumoto (jap. 松本薫; * 11. September 1987 in Kanazawa) ist eine ehemalige japanische Judoka und Olympiasiegerin. Sie trat in der Gewichtsklasse bis 57 Kilogramm an, dem Leichtgewicht.

## Leben
Matsumoto gewann im April 2008 die japanischen Meisterschaften und drei Wochen später die Asienmeisterschaften. Ende des Jahres siegte sie beim Grand-Slam-Turnier in Tokio. 2009 siegte sie beim Grand Slam in Moskau. Bei den Judo-Weltmeisterschaften 2009 belegte sie den fünften Platz. Im September 2010 gewann sie den Titel bei den Judo-Weltmeisterschaften 2010 in Tokio durch einen Finalsieg gegen die Portugiesin Telma Monteiro. Zwei Monate später gewann sie auch bei den Asienspielen in Guangzhou. 2011 gewann sie bei den japanischen Meisterschaften. Bei den Weltmeisterschaften in Paris unterlag sie ihrer Landsfrau Aiko Satō und erhielt die Bronzemedaille. Ende 2011 siegte Matsumoto zum dritten Mal in Folge beim Grand Slam von Tokio. Im Juli 2012 gewann sie bei den Olympischen Spielen 2012 in London fünf Kämpfe, im Finale besiegte sie die Rumänin Corina Căprioriu durch Ippon.
Ende 2013 gewann Matsumoto beim Turnier in Chiba, 2014 siegte sie bei den Grand-Prix-Turnieren in Düsseldorf und Budapest, zum Jahresende gewann sie beim Grand Slam in Tokio. 2015 siegte sie bei den japanischen Meisterschaften und gewann bei den Weltmeisterschaften in Astana sowohl in der Einzelwertung als auch mit der japanischen Mannschaft. Bei den Olympischen Spielen 2016 in Rio de Janeiro unterlag sie nach zwei Siegen zum Auftakt gegen die Mongolin Dordschsürengiin Sumjaa, sicherte sich aber die Bronzemedaille.